# SuperBASIC
SuperBASIC es un lenguaje de alto nivel utilizado en los microordenadores de la familia Sinclair QL a mediados de los años 1980. Constituye una evolución del lenguaje BASIC incorporado hasta el momento en los microordenadores de la marca.
Una de las novedades más importantes que incluye es la utilización de procesos para organizar el programa, intentando evitar los saltos incondicionales que implementaban los programas de esa época.

## Constantes
En SuperBASIC existen dos tipos de constantes: las constantes aritméticas y las constantes de cadena o strings.

### Constantes aritméticas
Una constante aritmética en SuperBASIC representa un valor numérico que puede estar configurado de varias formas diferentes. Los números se presentarán en forma entera o real (de punto flotante). Como ejemplo:
14E+2 (equivale a 14E2 o 1.400)
4.75
36
-4.353535
+4.75 (en el caso de los positivos el signo + es opcional)
14E-2 (equivale a 0.14)
En SuperBASIC todas las constantes aritméticas se tratan como si fueran de punto flotante, por ello 7 y 7.0 son equivalentes.